# Presidenti della Provincia di Bergamo
Elenco dei presidenti dell'amministrazione provinciale di Bergamo.

## Regno d'Italia (1861-1946)

### Presidenti del Consiglio provinciale (1861-1926)
- Francesco Roncalli (1862-1865)
- Andrea Moretti (1865-1867)
- Francesco Roncalli (1867-1870)
- Andrea Moretti (1871-1874)
- Francesco Cedrelli (1874-1875)
- Andrea Moretti (1875-1881)
- Luigi Cucchi (1882-1893)
- Stanislao Medolago Albani (1894-1909)
- Paolo Bonomi (1909-1920)

### Presidenti della Deputazione provinciale (1889-1926)
| Nº | Nº | Ritratto | Nome                | Mandato | Mandato | Partito |
| Nº | Nº | Ritratto | Nome                | Inizio  | Fine    | Partito |
| -- | -- | -------- | ------------------- | ------- | ------- | ------- |
| 1  |    |          | Giuseppe Piccinelli | 1889    | 1893    | ?       |
| 2  |    |          | Paolo Bonomi        | 1894    | 1906    | ?       |
| 3  |    |          | Luigi Salvi         | 1906    | 1911    | ?       |
| 4  |    |          | Alessandro Colleoni | 1911    | 1914    | ?       |
| 5  |    |          | Luigi Milesi        | 1914    | ?       | ?       |

## Italia repubblicana (dal 1946)

### Presidenti della Deputazione provinciale (1945-1951)
| Nº | Nº | Ritratto | Nome           | Mandato        | Mandato | Partito                    |
| Nº | Nº | Ritratto | Nome           | Inizio         | Fine    | Partito                    |
| -- | -- | -------- | -------------- | -------------- | ------- | -------------------------- |
| 1  |    |          | Giovanni Motta | 26 aprile 1945 | 1951    | Partito Comunista Italiano |

### Presidenti della Provincia (dal 1951)

#### Eletti dal Consiglio provinciale (1951-1995)
| Nº | Nº | Ritratto | Nome                | Mandato | Mandato       | Partito              |
| Nº | Nº | Ritratto | Nome                | Inizio  | Fine          | Partito              |
| -- | -- | -------- | ------------------- | ------- | ------------- | -------------------- |
| 1  |    |          | Mario Buttaro       | 1951    | 1956          | Indipendente         |
| 2  |    |          | Fiorenzo Clauser    | 1956    | 1960          | Democrazia Cristiana |
| 3  |    |          | Enzo Zambetti       | 1961    | 1964          | Democrazia Cristiana |
| 4  |    |          | Giovanni Giavazzi   | 1965    | 1970          | Democrazia Cristiana |
| 5  |    |          | Severino Citaristi  | 1970    | 1976          | Democrazia Cristiana |
| 6  |    |          | Franco Fumagalli    | 1976    | 1980          | Democrazia Cristiana |
| 7  |    |          | Giancarlo Borra     | 1980    | 1985          | Democrazia Cristiana |
| 8  |    |          | Gian Pietro Galizzi | 1985    | 1990          | Democrazia Cristiana |
| 9  |    |          | Giovanni Gaiti      | 1990    | 1992          | Democrazia Cristiana |
| 10 |    |          | Gianfranco Ceruti   | 1992    | 8 maggio 1995 | Democrazia Cristiana |

#### Eletti direttamente dai cittadini (1995-2014)
| Nº | Ritratto       | Ritratto      | Nome                   | Mandato        | Mandato           | Partito      | Elezione |
| Nº | Ritratto       | Ritratto      | Nome                   | Inizio         | Fine              | Partito      | Elezione |
| -- | -------------- | ------------- | ---------------------- | -------------- | ----------------- | ------------ | -------- |
| 11 |                |               | Giovanni Cappelluzzo   | 8 maggio 1995  | 28 giugno 1999    | Lega Nord    | 1995     |
| 12 |                |               | Valerio Bettoni        | 28 giugno 1999 | 28 giugno 2004    | Forza Italia | 1999     |
| 12 | 28 giugno 2004 | 8 giugno 2009 | Valerio Bettoni        | 2004           |                   | Forza Italia |          |
| 13 |                |               | Ettore Pietro Pirovano | 8 giugno 2009  | 29 settembre 2014 | Lega Nord    | 2009     |

#### Eletti dai sindaci e consiglieri della provincia (dal 2014)
| Nº | Nº                | Ritratto         | Nome                                                | Mandato           | Mandato          | Partito             | Elezione |
| Nº | Nº                | Ritratto         | Nome                                                | Inizio            | Fine             | Partito             | Elezione |
| -- | ----------------- | ---------------- | --------------------------------------------------- | ----------------- | ---------------- | ------------------- | -------- |
| 14 |                   |                  | Matteo Rossi                                        | 29 settembre 2014 | 31 ottobre 2018  | Partito Democratico | 2014     |
| 15 |                   |                  | Gianfranco Gafforelli                               | 31 ottobre 2018   | 16 ottobre 2021  | Indipendente        | 2018     |
| –  |                   |                  | Pasquale Gandolfi (Vicepresidente facente funzioni) | 16 ottobre 2021   | 19 dicembre 2021 | Partito Democratico | 2018     |
| 16 | Pasquale Gandolfi | 19 dicembre 2021 | in carica                                           | 2021              |                  | Partito Democratico |          |